# Ravna Gora (Croàcia)
Ravna Gora és un municipi de Croàcia que es troba al comtat de Primorje - Gorski Kotar.

## Demografia
Al cens del 2011 es registraven 2.430 habitants distribuïts entre les localitats següents:
- Kupjak - 227
- Leskova Draga - 10
- Ravna Gora - 1 709
- Stara Sušica - 262
- Stari Laz - 201
- Šije - 21